# (25942) Walborn
(25942) Walborn est un astéroïde de la ceinture principale.

## Description
(25942) Walborn est un astéroïde de la ceinture principale. Il fut découvert le 2 mars 2001 à la station Anderson Mesa par le programme LONEOS. Il présente une orbite caractérisée par un demi-grand axe de 3,09 UA, une excentricité de 0,22 et une inclinaison de 3,3° par rapport à l'écliptique.